# Ardisia oxystemon
Ardisia oxystemon là một loài thực vật có hoa trong họ Anh thảo. Loài này được Ridl. ex H.R.Fletcher mô tả khoa học đầu tiên năm 1937.